# フットボールス・アルスヴェンスカン1968
フットボールス・アルスヴェンスカン 1968 は、スウェーデン最上位サッカーリーグの第44シーズン目である。エステシュIFが初優勝を決め、通算1回目のスヴェンスカ・メスタレ・イ・フットボールとなった。多くの点で歴史的なシーズンである。記録破りの決着、上位と下位の勝ち点差の小ささ、昇格組エステシュIFの初昇格での初優勝など、サプライズだらけである。最終節は上位4チームの勝ち点が並んだ状態で始まり、得失点差でスウェーデン王座・金メダルの行方が決まった。一方残留争いも5チームが降格の可能性を残し、こちらも得失点差で決着した。エステシュIFはシーズンを通じて一度も首位に立てなかったが、最終節で初めてトップに躍り出て優勝するという、アルスヴェンスカン史上最大の番狂わせを演じた。

## プレイバック

### 今季の顔ぶれ
1968年のアルスヴェンスカンは12クラブ編成 (ストックホルム県から2クラブ、スコーネ県から2クラブ、ヨーテボリから3クラブ )。最南端のクラブはマルメFF、最北端はフットボールである。ディヴィショーンIIからの昇格組は、エステシュIFとオートヴィダバリスFF。昇格組の戦いぶりは対照的であった。しかし得点ランキング上位ではオートヴィダバリのオーヴェ・エクルンド、エステルのハリー・ビルドとインゲ・エイデシュテットが、そろい踏みした。
ベクショーを本拠地とするエステシュIFは、リーグ最高の平均観客動員数15622人をマーク。ホームのヴァーレンズヴァッレンは改修されたばかりで、18000人たらずの収容人数である。。 ちなみに、昨季2部リーグで昇格を決めたIKブローゲとのホームゲームでは、26404人を集めている。

### シーズン状況
過去のスウェーデンサッカーを支配してきた名門はそろって失望的な成績であった。ヨーテボリの3大名門クラブ、IFKヨーテボリ、GAIS、オルグリーテISは終始下位に沈んだ。

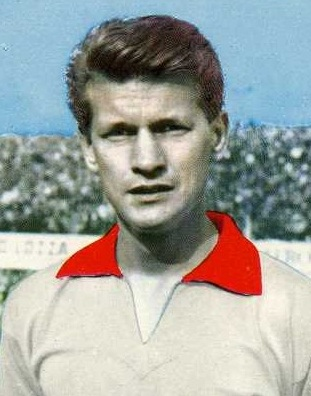
AIKのクルト・アンデションはチームのシーズン最大点差勝利に貢献した。写真はイタリアのヴァレーゼ・カルチョ時代。

ストックホルム県の2クラブは対照的なベクトルをたどった。ユールゴーデンスIFは優勝争いに食い込み、一方AIKは残留争い。序盤から大苦戦したAIKは、第7節でようやく初白星を挙げた。そしてシーズンを通しての残留争いに巻き込まれていったのだった。秋の後半戦初戦、AIKはイタリア帰りのプロ選手クルト・アンデションの大活躍も当て、IFKヨーテボリに9－3とゴールラッシュで勝利する。それも結局はチームを大きく浮上させるには至らず、最終節まで降格の可能性が残った。

### リーグ決着
このシーズンは20世紀のアルスヴェンスカンにおいて、最大の混戦となった。なにしろ、上位では5チームがSM金メダルの可能性を持ったまま、そして下位ではこれまた5チームが降格・残留両方の可能性を残して、10月の最終節を迎えたのだ。消化試合をしたのはわずか2チーム、全体の6分の1である。前節では、AIKがロースンダ・スタディオンにてエステシュIFを1－0で下しており、ビョルン・リッル＝ガーヴィス・カールソンがAIKでのラストマッチに出場、決勝点を決めて自身の花道を飾った。ここまで一度も首位に立てなかったエステシュIFは、これで大きく優勝が遠のいたように思われた。だがしかし、最終節は様々な点で劇的展開となった。エステルは本拠地ヴァーレンズヴァッレンにおいてオルグリーテISを2－0で下し、オルグリーテの降格が決定。エステシュIFはハリー・ビルドとインゲ・エイデーシュテットが1点ずつを挙げた。 
これで2人は、得点ランキングでそれぞれ2位と3位を確定させた。自力で最善を尽くした後、他会場の結果は予想外の結果をエステシュIFにもたらした。
- ユールゴーデンスIF-IFKヨーテボリ戦が1－1で終了。DIFの優勝が消滅、IFKGは残留を決めた。
- GAIS-AIK戦は2－0。GAISも残留が決まった。
- マルメFF-IFエルフスボリはスコアレスドロー。マルメのSM金メダル消滅。
- オートヴィダバリスFF 6－1 ヘルシンボリスIF
- オレブルーSK 0-2 IFKノールシャーピン[7]

ヴァーレンズヴァッレンで終了の笛が鳴った時、まだマルメの試合が続いていた。観客はラジオの周りに殺到し、数分後エルフスボリのGKヨーン・ヘディン (John Hedin) がマルメの決定機をスーパーセーブで防ぎ、マルメ優勝の可能性を阻んだシーンが伝わった。
ノルシャーピンの敵地勝利は小さな銀メダル (3位)を確保させただけだった。ヘルシンボリのオートヴィダベリに対する大敗は致命的で、11位転落・自動降格を招いた。6失点により、勝ち点17で並びながらも、AIKを下回る得失点差となったからである (AIK-8, HIF-15 )。早い段階で三失点を喫したことでAIK-ヘルシンボリ間の崖っぷちの争いは、実質的に決着してしまった。これはHIFにとって長い低迷の始まりであり、かつてHelsingborg ではなくHälsingborgという綴りで知られていた彼らは、ここからアルスヴェンスカン復帰に24年もの歳月を費やす事となるのである。
下位では、8位から12位までの勝ち点差はたった2ポイントであった。優勝にも降格にも関係なかったのは、中位のエルフスボリとオートヴィダバリのみで、この最終節のドラマと無縁だった。ユールゴーデンとマルメFFは接戦を強いられ、取りこぼしたことで、昇格組エステルに逆転優勝の道が開けた。メダル獲得4チームの勝ち点は同じで、得失点差が色を分けた。エステシュIF+16、マルメFF+15、IFKノールシャーピン+12、ユールゴーデンスIF+7。かくしてエステルが、前代未聞の「アルスヴェンスカン初昇格で初優勝」したクラブとなった。

## 順位表
| 順 | チーム               | 試 | 勝 | 分 | 敗 | 得 | 失 | 差  | 点 | 出場権または降格                       |
| -- | -------------------- | -- | -- | -- | -- | -- | -- | --- | -- | -------------------------------------- |
| 1  | エステシュIF (C)     | 22 | 12 | 3  | 7  | 44 | 28 | +16 | 27 | UEFAチャンピオンズカップ 1969-70出場   |
| 2  | マルメFF             | 22 | 11 | 5  | 6  | 42 | 27 | +15 | 27 |                                        |
| 3  | IFKノールシャーピン  | 22 | 11 | 5  | 6  | 36 | 24 | +12 | 27 | UEFAカップウィナーズカップ 1969-70出場 |
| 4  | ジュールゴーデンスIF | 22 | 10 | 7  | 5  | 36 | 29 | +7  | 27 |                                        |
| 5  | オレブルーSK         | 22 | 11 | 3  | 8  | 34 | 35 | −1  | 25 |                                        |
| 6  | IFエルフスボリ       | 22 | 8  | 7  | 7  | 33 | 28 | +5  | 23 |                                        |
| 7  | オートヴィダバリスFF | 22 | 11 | 0  | 11 | 34 | 29 | +5  | 22 |                                        |
| 8  | GAIS                 | 22 | 7  | 4  | 11 | 29 | 36 | −7  | 18 |                                        |
| 9  | IFKヨーテボリ        | 22 | 5  | 8  | 9  | 30 | 42 | −12 | 18 |                                        |
| 10 | AIK                  | 22 | 5  | 7  | 10 | 28 | 36 | −8  | 17 |                                        |
| 11 | ヘルシンボリスIF (R) | 22 | 7  | 3  | 12 | 23 | 38 | −15 | 17 | ディヴィショーン・トヴォー1969降格     |
| 12 | オルグリーテIS (R)   | 22 | 4  | 8  | 10 | 28 | 45 | −17 | 16 | ディヴィショーン・トヴォー1969降格     |

1. ↑  IFエルフスボリがフットボールス・アルスヴェンスカン1961で史上初の「昇格 (復帰) 1年目での優勝」を達成したが、エステシュIFと違って以前アルスヴェンスカンに所属したことがあった。
2. ↑  スヴェンスカ・クッペン・イ・フットボール1968/1969（スウェーデン語版）優勝による出場

## 得点ランキング
- 17点: オーヴェ・エクルンド（スウェーデン語版）, オートヴィダバリスFF[9]
- 14点: ハリー・ビルド（スウェーデン語版）, エステシュIF
- 13点: インゲ・イーデシュテット（スウェーデン語版）, エステシュIF

## 観客動員数
リーグ全体平均は10159人。過去2シーズンより微増したが、春秋制移行後の最低動員数である。しかし、2002年まではこれを超える平均観客数は記録されなかった。

### 動員数上位試合
- 35 921: ユールゴーデンスIF–AIK 2–0, ロースンダ・スタディオン 1968年9月4日
- 28 051: AIK–ユールゴーデンスIF 0–4, ロースンダ・スタディオン 1968年6月12日
- 22 128: IFKノルシャーピン–エステシュIF 2–0, ノルシャーピンス・イードロッツパルク（スウェーデン語版） 1968年5月9日
- 22 113: エステシュIF–マルメFF 4–1, ヴァーレンズヴァッレン（スウェーデン語版） 1968年8月25日

### 平均動員数上位クラブ
- 15 622: エステシュIF
- 14 552: マルメFF
- 11 778: IFKヨーテボリ

## スヴェンスカ・メスタレ
エステシュIFの選手たち:
- ボルイェ・アクセルソン – 12試合 / 1点
- ヤン＝イーヴァル・バリクヴィスト（スウェーデン語版） – 8試合
- ラーシュ＝イェリック・バリストラン – 17試合 / 1点
- ハリー・ビルド（スウェーデン語版） – 22試合 / 14点
- パール＝オーロフ・ビルド – 16試合

- レイフ・ブロム – 22試合
- カール＝アクセル・ブロムクヴィスト（スウェーデン語版） – 22試合
- ロルフ・ダムバリ – 22試合
- インゲ・エイデシュテット（スウェーデン語版） – 22試合 / 13点
- ラーシュ＝ヨーラン・フィヨーデスタム – 22試合 / 4点

- ヤン・フランソン – 11試合
- レイフ・フランソン – 22試合 / 4点
- アクセル・リンドバリ（スウェーデン語版） – 12試合
- スーネ・パーション – 4試合
- トミー・スヴェンソン（スウェーデン語版） – 22試合 / 7点
- ローランド・ヴィンスト – 7試合

監督：ヴィルモシュ・ヴァルセギ